# 外国人嫌悪
外国人嫌悪（がいこくじんけんお）、ゼノフォビア (xenophobia)とは、外国人や異民族と見られている人や集団を嫌悪、排斥、あるいは憎悪する気質のことを指し、「きわめてあいまいな心理学的概念」である。外国人恐怖症や外国人排斥心理ともいう。世界でも特に日本に極めて顕著に見られる。
ゼノフォビア（xenophobia）の訳語で、「外国人嫌い」などと訳される場合もある。xenophobiaは、ギリシア語のξένος （xenos, 異人、異国、よそ者、外国人）とφόβος（phobos, ポボス、恐怖）に由来する。

## 概要

### 日本
日本は、世界で最も外国人嫌悪や外国人に対する無意識な偏見、恐怖心が強い国の一つと言える。その背景には、単一民族国家としての集団意識や、同調圧力が強い社会文化、島国であることから生じる排外的保守心の増幅、情報不足や接触機会の少なさ、限られたメディア情報から生じる誤った偏見や先入観など様々な要因が絡む。また、経済的な格差や問題、近隣国の台頭による衰退、社会保障制度への影響に対する不安といった、政治的要因からもゼノフォビアを強める傾向が強い。
実際、外国人を潜在的な犯罪者だとみなすような考え方は存在し、警察のような公的組織内でも観察されている。
たとえ相手が日本で生まれ育ち、日本国籍を有し、日本語を話せたとしても、外国人的な外見であったり、（ハーフやクォーターなどの混血も含む）、外国人風の姓名であることで無意識な先入観や嫌悪心、仲間外れといった排外的な扱いを受けることは多々あり、外国人と勘違いされたことで起きた福田村事件のような例もある。

#### 特定の対象に対するもの
日本人による特定の人種・民族や集団に対する例は、以下のようなものがある。
2008年（平成20年）10月9日、総務省が同年4月から5月に全国のホテルや旅館1万6113の宿泊施設を対象に郵送でアンケートを実施した結果（7068施設が回答、回答率43.9%）、37.8%が「2007年（平成19年）に外国人の宿泊がなかった」（別の報道では、37.8%が「外国人旅行者を受け入れていない」）と回答、そのうち客室30室未満の小規模施設の72.3%、客室100室以上の大規模施設の44.2%が、「今後も受け入れたくない」と回答している。受け入れたくない理由（複数回答）は、「外国語対応ができない」が75.7%で最多、その他、「施設が外国人旅行者向きでない」の71.8%、「問題が発生したときの対応に不安がある」の63.4%、「精算方法に不安」の22.2%などが続いた。日本国政府は2010年までに外国人観光客1000万人の誘致を目指し、2008年（平成20年）10月1日には観光庁を発足させた。アンケートの結果を受け、総務省は「国が主導して受け入れやすい環境を整える必要がある」としている。
以下のような議論には、日本人の外国人嫌悪が一定程度関係する可能性もある。
- 難民受け入れ問題

日本は難民条約を批准しているものの、難民認定数は年間数十人程度である。2005年（平成17年）1月18日にはトルコから逃れ、国際連合難民高等弁務官事務所が難民と認めたクルド人を、難民とは認められないとして強制送還した例がある。これは日本とトルコが友好関係にあることが影響しているものと思われる。
- 移民受け入れ問題
- 外国人労働者問題

現状は、就労ビザではなく観光ビザで入国し、期限切れを無視して日本に残留し（不法残留）そのまま不法就労する者、また彼らを扱うブローカー、闇ビジネスが存在しており、彼らは更に苛酷な条件で、中小企業中心に働かせられているとも言われる。
なお、不法就労は労働者だけでなく、不法滞在だと知らずに雇用した雇用主も「不法就労助長罪」として罰せられる。
警察庁や法務省・出入国在留管理庁は不法就労の摘発に力を入れ、後2者では匿名での通報を受け付けている。また、厚生労働省も不法就労にあたる外国人を雇用しないように呼びかけている。
外国人観光客への嫌悪もある。JNTOの「2005(平成17)年訪日外国人旅行者満足度調査」によると、訪日外国人旅行者の94％が再訪日を希望しており、欧米諸国からの旅行者の5割、「台湾､中国、香港」からの旅行者の3割近くが「日本の人々が親切で礼儀正しい」ことを理由にあげていた。
しかしオーバーツーリズム現象に伴い2020年代には従来アジア人、特に中国人や韓国人が対象だった外国人嫌悪が欧米人にも拡大した。

### アメリカ合衆国
アメリカ自由人権協会（ACLU）を含む300以上の人権活動団体の2010年の報告によれば、「差別はアメリカの生活のあらゆる側面に浸透しており、有色人種のあらゆるコミュニティに及んでいる」と指摘し、構造的人種差別は、住宅、食料、雇用、教育、健康、正義へのアクセスに悪影響を及ぼしていると説明している。

### ロシア
モスクワ人権局の局長であるアレクサンダー・ブロッドは、2005年8月に、世論調査によれば、異種恐怖症はロシア連邦の人口の50％に蔓延していると述べた。 VTsIOM分析部門の責任者であるレオンティ・ビゾフによると、異種嫌悪感は常に国家権力の弱体化によって引き起こされてきた。ロシア科学アカデミー社会学研究所の異種恐怖症研究センターの責任者であるエミル・ペインは、2003年10月に、社会的不幸が異種恐怖症の形成に重要な役割を果たしていると述べた。彼の意見では、これは起業家の間で異なる国籍の移民に対する敵意のレベルが著しく低いためだけである。2003年10月の異種恐怖症研究センター社会学研究所RASエミル・ペインの所長は、社会的不利益が異種恐怖症の形成に重要な役割を果たしていると述べた。 彼の意見では、これは起業家の間で異なる国籍の移民に対する敵意のレベルが著しく低いためだけである。

### 欧州連合
外国人嫌悪に起因する差別事件を報告する場合、欧州連合では55％の人がまず警察に連絡し、35％が平等機関に、27％が労働組合に連絡している。欧州連合における外国人嫌悪は、アジア人に対する外見上の差別が大きな原因である。2015年には、欧州連合の人々の約17％がアジア人との仕事に不快感を覚え、約31％が、子供がアジア人を愛するようになると不快感を覚えたと報告した。そして、アジア人に対する差別の程度は、国によって大きく異なる。

### ドイツ
現在のドイツにおける外国人嫌悪（独: Ausländerfeindlichkeit）は、主としてトルコ系移民がその対象となることが多い。第二次世界大戦後の西ドイツは、戦後復興とともに驚異的な経済成長を達成したが、それに伴い労働力不足が深刻になった。このため西ドイツ政府は各国と二国間協定を結び、外国人労働者の募集活動を行った。当初は東欧や南欧などから労働者を集めていたが、ベルリンの壁建設により東欧からの労働者流入が止まると、トルコからの労働者の流入が急増していった。
政府はこれらの労働者を「ガストアルバイター」（独: Gastarbeiter、客人労働者）と呼称し、彼らが供給する低廉な労働力を自国の労働力不足を補うために短期間だけ利用するつもりでいた。しかし、トルコ系を中心とする外国人労働者の多くは経済的に豊かなドイツへの定住を望み、本国から家族を呼び寄せるようになった。その結果、石油危機による経済低迷やベビーブーム世代の労働市場参入により労働力不足が解消され、政府が外国人労働者の募集を停止した後も、ドイツ国内に定住する外国人の数は引き続き増加し続けていった。帰国奨励金の支給などの政策も大きな成果は挙げられなかった。このため、ドイツには現在、約200万人のトルコ系住民が居住しており、無期限滞在許可を取得した長期滞在者や永住者、帰化人、ドイツ生まれの移民2世などがその大部分を占めている。
政府は彼らの社会的統合を図ろうとしているが、ドイツ再統一による経済的混乱や旧東ドイツ地域の旧国営企業の倒産などによって失業者が増加し、労働市場が不安定化したため、外国人労働者に対する国内感情は悪化し、トルコ系移民を主な対象とした民族差別やネオナチによる外国人襲撃事件などの暴力行為が頻発しているほか、外国人労働者の排斥を訴える極右政党に対する支持も一部の地域で高まっている。
これらの外国人嫌悪の矛先がトルコ系住民に向けられることが多い理由としては、トルコ系住民の数の多さに加え、彼らがムスリム（イスラム教徒）であることが挙げられる。ドイツ人とは言語だけでなく宗教的・文化的にも価値観の異なるトルコ系の人々が、ドイツの社会や文化に同化することなく、ドイツ国内に異質な少数派社会（独: Parallelgesellschaft、並行社会）を形成していることに対する反発は強く、ドイツ社会の中に多くのムスリムの移民を内包することへの忌避感が高まってきている。
また、外国からの移住労働者がドイツの充実した社会保障制度に「ただ乗り」しているといわれていることも、外国人に対する嫌悪感を増大させる一因となっており、外国系住民の多い地域では、保守派の政治家から地区ごとに外国人住民の比率の上限を設けることなどを訴える声が挙がることもある。

### フランス
フランスでもドイツと同様に、石油危機による経済低迷により外国人労働者の受け入れを停止し、帰国を希望する者には帰国奨励金の支給を行ったが、それ以前に移住した外国人労働者による家族の呼び寄せなどにより、定住外国人の数はその後も増加していった。しかし、アラブ系などの外国人労働者の増加に対するフランス国民の反発も強く、彼らを対象にした人種差別も根強く存在している。
こうした国民感情を背景に、移民の排斥などを訴える極右政党・国民連合に対する支持が高まってきており、2002年フランス大統領選挙では同党党首のジャン＝マリー・ル・ペンが事前の予測を覆して決選投票にまで進出して注目を集めたほか、2004年に行われた欧州議会議員選挙でもフランス全土で168万4868票（9.8パーセント）を得て7議席を獲得した。
また、就職などで差別され、貧困や失業に悩まされている移民2世の若者らのフランス社会に対する不満も強く、2005年には社会に反発した移民の若者らが中心となって、大規模な暴動がパリをはじめフランス全土で発生した。その後、ニコラ・サルコジ内相が若者らを「社会のクズ」呼ばわりしたことで暴動が急拡大し、近隣ヨーロッパ諸国に飛び火。フランスだけでも死者や1,000人を超える逮捕者が出て、フランス政府が非常事態宣言を発令するまでに至った。その後、移民の滞在資格選抜の厳格化などを定めた新移民法が制定された。

### 韓国
単一民族意識が強く、排他的な傾向が強いとされる。日本の衣服文化に対しての「チョッパリ」（豚足：着物の足袋の先が割れているのを蹄に見立てて言う）などの侮蔑語がある。韓国人の日本人に対する差別意識はインターネットで海外でも暴露されていると報道されている。２０代の韓国人男性が日本人のふりをして、「近い将来東京に大地震が発生してあなたたちみんな死ぬのですか？　そのように願います…」と語る映像を例に挙げている。韓国では外国人、特に開発途上国から来た人や肌の色が濃い人に対する永続的な敵意があるとされ、AFPなど海外メディアは韓国ではたった550人のイエメン人難民が来ただけで大規模な抗議デモを行うことから、強烈な差別意識が韓国人にあり、「難民反対現象がヒステリー症状に近い」「イエメン難民に対してフェイクニュースまでまき散らしながら外国人嫌悪を助長している」「日本を批判しているのに、自身らは比較にならないほど差別的」と報道している。ニューヨークタイムズは「韓国人の終わりなき人種差別(South Korea’s Enduring Racism )」との社説で「もし朝鮮半島で戦争が起き韓国人難民が再び生まれた際のイエメン難民と同じ待遇を受けるならばどうするのか」「多くの韓国人には思いやりと人道的本能は不足している」と批判した。

### イギリス
同様に英語では、フランス人の食文化に対する侮蔑を目的とした「フロッグイーター」（カエル喰い）がある。